# Juan Pablo Cardenal
Juan Pablo Cardenal Nicolau (Barcelona, 1968) es un periodista y escritor español.

## Biografía
Periodista y escritor español especializado en política y economía chinas. Ha trabajado como corresponsal de varios periódicos y medios de comunicación, en tre los que se encuentran El Mundo y  El Economista.
En colaboración con Heriberto Araújo ha publicado varios libros que describen la influencia china fuera de sus fronteras. Entre ellos el más famoso fue La silenciosa conquista china (Crítica, 2011), una investigación por 25 países para descubrir cómo la potencia del siglo XXI está forjando de manera incesante su futura hegemonía mundial.
Posteriormente publicaron La imparable conquista china: Un viaje por Occidente para entender cómo China está desafiando el orden mundial y El imperio invisible: El éxito empresarial chino y sus vínculos con la criminalidad económica en España y Europa.
Otras obras de investigación periodística están más ligadas a la política nacional española.